# Гамбург-Шпаденланд
Шпаденланд (нім. Spadenland) — частина району Бергедорф вільного та ганзейського міста Гамбург. Шпаденланд входить до складу місцевості Маршланде.